# Bourreria ovata
Bourreria ovata es una especie de planta fanerógama perteneciente a la familia Boraginaceae. Es originaria de las Antillas.

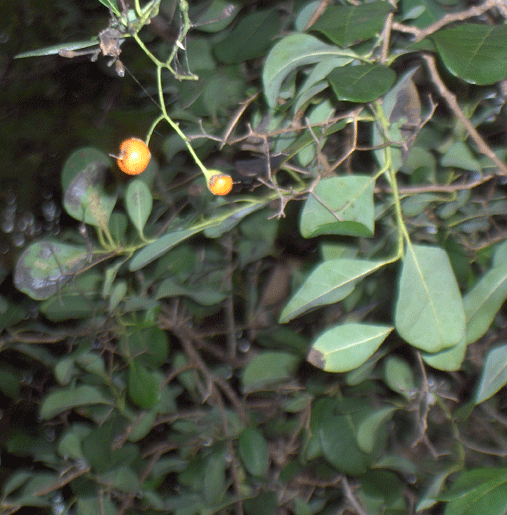
Vista de la planta

## Taxonomía
Bourreria ovata fue descrita por John Miers y publicado en Annals and Magazine of Natural History, ser. 4 3: 203–204. 1869.
Etimología
Bourreria: nombre genérico que fue otorgado en honor del farmacéutico alemán; Johann Ambrosius Beurer.
ovata: epíteto latíno que significa "oval".
Sinonimia
- Morelosia ovata (Miers) Kuntze[5]